# Konkurs im. Marii Dokowicz
Konkurs im. Marii Dokowicz – coroczny konkurs na najlepszy dyplom artystyczny, organizowany przez Uniwersytet Artystyczny im. Magdaleny Abakanowicz w Poznaniu. Wyróżnienie to przyznawane jest dyplomantkom i dyplomantom uczelni, kontynuujące ideę funduszu stypendialnego utworzonego z testamentu Marii Dokowicz – absolwentki poznańskiej Szkoły Sztuk Zdobniczych i Przemysłu Artystycznego z 1932 roku.

## Historia
Maria Dokowicz (ur. 1909, zm. 1977) była rzeźbiarką związaną z poznańskim środowiskiem artystycznym. Po II wojnie światowej osiedliła się w USA. W testamencie przekazała Państwowej Wyższej Szkole Sztuk Plastycznych w Poznaniu sumę 10 tysięcy USD z przeznaczeniem na utworzenie funduszu powierniczego na stypendium w ramach Konkursu im. Marii Dokowicz, przeznaczone każdego roku dla najzdolniejszych dyplomantów i dyplomantek uczelni. W 1979 roku Senat uczelni zrealizował wolę Marii Dokowicz, podejmując decyzję o ustanowieniu corocznej nagrody za najlepszy dyplom. Po zatwierdzeniu regulaminu, Senat przekazał jego treść do Zarządu Szkół Artystycznych działającego w strukturach Ministerstwa Kultury i Sztuki, który 15 sierpnia 1980 roku zatwierdził dokument.
Pierwszą laureatką stypendium im. Marii Dokowicz została Danuta Haremska. Dzięki uzyskanej nagrodzie mogła wziąć udział w zagranicznych wystawach w Niemczech, Włoszech i Norwegii. Obecnie, obok wielu innych aktywności artystycznych, pracuje na stanowisku Associate Professor w Akademii Sztuk Pięknych w Oslo (Kunsthøgskolen i Oslo – Oslo National Academy of the Arts).

## Charakterystyka konkursu
Do konkursu nominowane są absolwentki i absolwenci, wytypowani przez kierowniczki i kierowników katedr wszystkich wydziałów uczelni. Spośród nich Senat Uniwersytetu wyłania laureatkę lub laureata głównej nagrody. Towarzysząca konkursowi wystawa pokonkursowa prezentuje prace z różnych dziedzin, takich jak: malarstwo, grafika, rzeźba, fotografia, animacja, scenografia, design, urbanistyka, intermedia i bionika.
Ekspozycje mają charakter przekrojowy, ukazują najciekawsze zjawiska w młodej sztuce i projektowaniu. Wystawa i towarzysząca jej publikacja stanowią istotny element promocji młodych twórców i twórczyń oraz sprzyjają aktywizacji środowiska artystycznego i kulturotwórczego miasta Poznania.
W ostatnich latach wystawy były organizowane m.in. w Galerii Miejskiej Arsenał oraz w targowej Iglicy w Poznaniu.
Konkurs jest jednym z najważniejszych wydarzeń w kalendarzu akademickim Uniwersytetu Artystycznego w Poznaniu. Wyróżnienie to odgrywa znaczącą rolę w kształtowaniu karier młodych artystek, artystów i osób projektujących. Wiele laureatek, laureatów oraz uczestniczek i uczestników wystawy uzyskało z czasem istotną pozycję na rynku sztuki i dizajnu w Polsce i za granicą.
Konkurs stanowi również wyraz pamięci o Marii Dokowicz – artystce, której testament zapoczątkował wieloletnią tradycję wspierania młodej twórczości. W duchu słów patronki Uniwersytetu, Magdaleny Abakanowicz, wydarzenie to przypomina, że sztuka powinna nie tylko poszukiwać nowych rozwiązań formalnych, lecz przede wszystkim stawiać pytania o swoją rolę społeczną – inicjować dialog, przekraczać utarte schematy, wspierać rozwój postaw twórczych i kształtować przestrzeń, w której proces artystyczny staje się narzędziem zmiany i odpowiedzialnego współistnienia we wspólnocie.

## Laureatki i laureaci konkursu[1]
- 1980 – Danuta Haremska[2]
- 1981 – konkurs nie odbył się
- 1982 – Marek Birkenmayer, Anna Chlebicka
- 1983 – Jerzy Kopeć
- 1984 – Michał Łożykowski, Jacek Strzelecki[15][16]
- 1985 – Mirosław Pawłowski
- 1986 – Grzegorz Ratajczyk, Igor Gąsowski, Piotr Maldzis
- 1987 – Magdalena Hoffmann-Molenda, Wojciech Hora, Dorota Nowak
- 1988 – brak danych
- 1989 – Ryszard Białek
- 1990 – Robert Bartel[17]
- 1991 – Anna Tyczyńska
- 1992 – Sławomira Chorążyczewska
- 1993 – Joanna Hoffmann[18], Cezary Kłunejko
- 1994 – Dorota Koziara[19]
- 1995 – Wojciech Dada[20]
- 1996 – Justyna Bagińska
- 1997 – Mirosław Kaczmarek
- 1998 – Marcin Sztukiewicz[21]
- 1999 – Joanna Bozacka
- 2000 – Rafał Jakubowicz
- 2001 – Jagienka Ciuchta
- 2002 – Wojciech Hoffman[22]
- 2003 – Marta Jurkowska[23]
- 2004 – Karolina Kucia[24]
- 2005 – Aleksandra Winnicka
- 2006 – Marta Krupińska
- 2007 – Aneta Mikołajczak
- 2008 – Tomasz Piwiński
- 2009 – Michał Wielopolski
- 2010 – Paweł Garus[25]
- 2011 – Agnieszka Ciszewska, Anna Kruk[26]
- 2012 – Marcin Szłapka, Maria Ankiersztajn
- 2013 – Anna Frąckowiak, Szymon Sznajder
- 2014 – Damian Reniszyn, Marta Szkudlarek
- 2015 – Łukasz Spychaj, Emilia Strzempek-Plasun
- 2016 – Mateusz Piestrak, Anna Pilawska
- 2017 – Maciej Andrzejczak, Aliona Kryshtofik
- 2018 – Marta Wiktorowicz, Kordian Mańkowski
- 2019 – Maja Michalska, Joanna Wiernicka
- 2020 – Hanna Shumska, Piotr Kacprzak
- 2021 – konkurs nie odbył się
- 2022 – Kaja Koster, Oliwia Ledzińska, Kamila Lukaszczyk, Adrianna Nowakowska[27][28]
- 2023 – Mariusz Śmietana, Monika Szczygieł
- 2024 – Andrzej Szwabe[29][30], Lutesse Paulus[31][32]